# Raul Nunes
Luís Raul Nunes foi um dirigente desportivo português do início do século XX. Ocupou o lugar de secretário da Associação de Futebol de Lisboa a partir da sua fundação em 1910. Foi o principal impulsionador da criação, em 1914, da União Portuguesa de Futebol (antecessora da Federação Portuguesa de Futebol), onde desempenhou as funções de secretário e tesoureiro. Organizou a primeira selecção nacional portuguesa em 1921. Como jornalista, foi pioneiro na elaboração de textos sobre a história do futebol em Portugal.
Encontra-se colaboração da sua autoria na revista  Tiro e Sport  (1904-1913).